# باشگاه فوتبال اتلتیکو مادرید بی
باشگاه فوتبال اتلتیکو مادرید بی باشگاه فوتبال اسپانیایی است که در مادرید تأسیس شده‌است و در سگوندا دیویژن بی (سومین سطح برتر فوتبال اسپانیا) حاضر است.

این تیم به عنوان تیم پایه و رزرو باشگاه فوتبال اتلتیکو مادرید فعالیت می‌کند.